# 이와테이오카역
이와테이오카역(일본어: 岩手飯岡駅)은 일본 이와테현 모리오카시에 있는 동일본 여객철도 도호쿠 본선의 역이다. 상대식 승강장 2면 2선의 구조를 지닌 지상역이다.

## 타는 곳
| 1 | ■ 도호쿠 본선 | (상행) | 기타카미 · 이치노세키 방면 |
| 2 | ■ 도호쿠 본선 | (하행) | 모리오카 방면              |

## 이용 현황
| 연도     | 하루 평균 승차 인원 | 연도     | 하루 평균 승차 인원 |
| 2000년도 | 2,705               | 2006년도 | 2,461               |
| 2001년도 | 2,646               | 2007년도 | 2,414               |
| 2002년도 | 2,607               | 2008년도 | 2,412               |
| 2003년도 | 2,578               | 2009년도 | 2,316               |
| 2004년도 | 2,576               | 2010년도 | 2,343               |
| 2005년도 | 2,509               |          |                     |
| -------- | ------------------- | -------- | ------------------- |

## 역 주변
- 도난 문화회관
- 모리오카 시 도난 도서관
- 모리오카 시 도난 종합지소
- 모리오카 적십자 병원
- 이와테 현 적십자 혈액센터
- 모리오카 미나미 공원 구기장

## 인접 정차역
| 도호쿠 본선            | 도호쿠 본선   | 도호쿠 본선            |
| ---------------------- | ------------- | ---------------------- |
| 야하바 이치노세키 방면 | ■ 도호쿠 본선 | 센보쿠초 모리오카 방면 |